# Julián de Lizardi
Julián de Lizardi, nasceu no dia 30 de novembro de 1696, na Villa de Asteasu, Comuna de Vitoria-Gasteiz, Guipúzcoa, norte da Espanha.
Em 1713, quando tinha 16 anos de idade, ingressou no noviciado da Companhia de Jesus em Villagarcía de Campos.
No dia 5 de abril de 1717, embarcou em Cádiz, em direção à Buenos Aires, de onde foi enviado para completar seus estudos em Córdoba, onde chegou no dia 14 de setembro de 1717.
Foi ordenado como sacerdote no dia 25 de novembro de 1721, por Alfonso Pozo y Silva, Bispo de Tucumán. 
Após sua ordenação, exerceu o vargo de professor de gramática no Colégio Jesuíta de Buenos Aires.
Em janeiro de 1725, foi enviado para atuar em reduções que agrupavam guaranis. Entre 1725 e 1726, esteve na Redução de Nossa Senhora de Loreto.
Depois retornou à Buenos Aies, onde, em 1727, cuidou de trabalhadores de atnias nativas durante uma epidemia.
Em 1728, foi novamente enviado para atuar em reduções que agrupavam guaranis, sendo enviado para a Redução de Santo Ángel, onde ficou até 1732.
Em 1730, fez o quarto voto.
Depois disso, foi enviado ao Colégio Jesuíta de Tarija (Bolívia), a partir de onde participou de missões volantes para evangelizar os chiriguanos e tobas.
Morreu no dia 17 de maio de 1735, assassinado por chiriguanas procedentes do Valle del Ingre.
Foi sepultado em Tarija, na Igreja de São Bernardo, então dirigida por padres jesuítas, que, atualmente é a Catedral daquela cidade.
Em 25 de maio de 1902, seus restos mortais foram trazidos para serem depositados em um Panteão na Paróquia de Asteasu.
Em 1999, a Praça em frente à Catedral de Tarija, passada ser denominada como: "Praça Julián de Lizardi".